# Олешки (Мядельський район, Будславська сільська рада)
Олешки (біл. вёска Алешкі) — село в складі Мядельського району Мінської області, Білорусь. Село підпорядковане Будславській сільській раді, розташоване в північній частині області.